# Arberesjiska
Arberesjiska är en samlingsbeteckning för fyra ålderdomliga albanska dialekter. Den utgår från en av två  albanska huvuddialekter, i Albanien den sydliga toskiska dialekten och talas i Italien, främst i södra Italien.
Antalet arberesjer har uppskattats till 260 000 -300 000 individer bland vilka alltså fyra olika albanska dialekter talas. De flesta talande är helt tvåspråkiga med italienskan som sitt andra språk. Dessa dialekter är: 
- siciliansk albanska
- kalabrisk albanska
- central bergsalbanska
- Campo Marino-albanska

Dialekterna är svårförståelig för den som talar en annan dialekt. Dialekterna är mycket påverkade av den italienska satsmelodin. Överensstämmelsen i ordförrådet med toskiskan är 45%.

## Sammanfattning
Arberesjiska, samlingsbenämning på sydalbanska dialekter som talas i Italiens albanskbygder. Arberesjiskan är starkt påverkad av italienskan.